# Atlantska plovidba
Atlantska plovidba d.d., hrvatsko brodarsko poduzeće sa sjedištem u Dubrovniku. Osnovana je 1955. godine, a osnovna joj je djelatnost prijevoz raznovrsnog tereta, posebice sipkih i teških tereta, u slobodnoj plovidbi po svjetskim morima. Jedan je od najvećih gospodarskih subjekata u Gradu Dubrovniku i Dubrovačko-neretvanskoj županiji te jedan od najvećih teretnih brodara na Jadranu, prisutan na svjetskom tržištu.
U novije se vrijeme osim pomorstvom tvrtka sve više bavi hotelijerstvom te upravljanjem i trgovanjem nekretninama, kao i raznim vidovima turističke djelatnosti.

## Povijest
Nakon završetka Drugog svjetskog rata, u kojem je većina hrvatskih trgovačkih brodova bila potopljena u ratnim razaranjima, tadašnje jugoslavenske vlasti su sve preostale brodove predale u vlasništvo novoosnovanom i centraliziranom brodarskom društvu »Jugolinija«. Na taj način su svi priobalni gradovi, pa i Dubrovnik, ostali bez svoje flote te se veliki dio brodara iselio u Rijeku, sjedište Jugolinije. 
Gubitkom pomorstva, Dubrovnik je izgubio i svoj značajni gospodarski oslonac, pa je jedan broj vizionara okupljen u Klubu pomoraca Miho Pracat odlučio pokrenuti inicijativu za osnivanje brodarskog društva u Dubrovniku. Ta je inicijativa najprije pokrenuta u časopisu Naše more koje je Klub pomoraca redovito izdavao. Inicijativa se usmjerila prema tadašnjim saveznim vlastima na način da se predlagala decentralizacija flote Jugolinije. Tadašnje Savezno izvršno vijeće (Vlada) FNRJ je inicijativu prihvatila, pa je rješenjem tadašnje Općine Dubrovnik dana 27. svibnja 1955. godine osnovana Atlantska plovidba.
Na temelju odluke tadašnjeg Saveznog izvršnog vijeća je novoosnovanoj Atlantskoj plovidbi pripalo ukupno sedam brodova čija je ukupna tonaža iznosila 35.038 bruto registarskih tona, prosječne starosti 35 godina, svi su imali parne strojeve, a razvijali su brzinu od šest do osam čvorova. No, proteklo je još nešto vremena dok su brodovi uistinu i predani Atlantskoj plovidbi. Prvi od njih je bio P/B Banija (prije P/B Sveti Vlaho) u prosincu iste godine. Godine 1962. AP-u je pripojeno Pomorsko transportno poduzeće Dubrovnik.
Na desetoj godišnjici od osnivanja flota Atlantske plovidbe imala 20 brodova, ukupne nosivosti 183.000 tona i prosječnom starosti od 17 godina, dok je o 30. obljetnici 1985. godine ukupna nosivost brodova u vlasništvu tvrtke iznosila 310.000 tona. Od 1995. godine tvrtka posluje kao dioničko društvo i ima jednu od najmlađih flota u sastavu hrvatske trgovačke mornarice. Godine 2015. nosivost flote gotovo je premašila milijun bruto registarskih tona.

## Burza
Atlantska plovidba posluje na Zagrebačkoj burzi kao dio CROBEX-ovog burzovnog indeksa pod kraticom ATPL (Atlantska plovidba).

## Spomen
- Nadnevak 15. prosinca slavi se kao Dan Atlantske plovidbe. Poduzeće svim zaposlenicima koji su napunili 30 godina radnog staža u tvrtki dodjeljuje statuu Dobro More za vjernost i predan rad u Atlantskoj plovidbi.[2]
- O 60. obljetnici osnivanja tvrtke, supruga dugogodišnjeg pomorca pod zastavom Atlantske plovdibe, Ana Grabovac, predstavila je svoje knjige Brodski dnevnik i Brodski dnevnik 2 u kojima je opisala suprugov i svoj život te razvoj dubrovačkog brodarstva svoga vremena.[2]

## Vanjske poveznice
- Službene stranice pri atlant.hr
- Flota  Arhivirana inačica izvorne stranice od 12. travnja 2018. (Wayback Machine) na službenim stranicama tvrtke
- Atlantska plovidba d. d. Hrvatska tehnička enciklopedija, portal hrvatske tehničke baštine. LZMK